# Andy Ritchie
Andrew Ritchie, detto Andy (Bellshill, 23 febbraio 1956), è un ex calciatore scozzese, di ruolo attaccante.

## Carriera
Nel 1979 fu capocannoniere del campionato scozzese ed ottenne il titolo di Giocatore dell'anno della SFWA.

## Palmarès

### Club

#### Competizioni nazionali
- Campionato scozzese: 1

Celtic: Scottish Division One 1973-1974
- Coppa di Scozia: 2

Celtic: 1973-1974, 1974-1975
- Coppa di Lega scozzese: 1

Celtic: 1974-1975